# Nayib Bukele Ortez
Nayib Armando Bukele Ortez (San Salvador, 24 juli 1981) is een Salvadoraanse politicus en zakenman die de 46e president van El Salvador werd na het winnen van de verkiezingen van 2019. Hij trad op 1 juni 2019 in functie. 

## Levensloop

### Politicus en burgemeester
Bukele was burgemeester van Nuevo Cuscatlán (2012-2015) en San Salvador (2015-2019) als lid van het linkse FMLN.
Bij de presidentsverkiezingen van 2019 was Nayib Bukele de kandidaat van de centrumrechtse GANA-partij en hij werd de eerste president sinds José Napoleón Duarte (1984–1989) die geen lid was van de FMLN of de ARENA, de twee grootste politieke partijen van El Salvador. Bij de verkiezingen kreeg hij 53% van de stemmen.

### President
Bukele maakte reeds tijdens zijn campagne en bij zijn inauguratie op 1 juni 2019 duidelijk het bendegeweld in El Salvador een halt toe te willen roepen. 
In februari 2020 viel de politie en het leger het parlementsgebouw binnen om zo de behandeling van een wetsvoorstel af te dwingen. Bukele had vlak daarvoor een ultimatum afgegeven voor de behandeling. Oppositiepartijen zagen deze actie als een ongekende daad van intimidatie.
In maart 2022 werd de staat van beleg afgekondigd. Aanvankelijk was dit voor een maand, maar het is vervolgens telkens verlengd. In januari 2024 meldde de regering dat het aantal moorden met 70% was gedaald, van 495 in 2023 naar 154 in 2024, dat was 2,4 moorden per 100.000 inwoners. Volgens mensenrechtenorganisaties is dit gepaard gegaan met marteling, sterfgevallen in gevangenissen en willekeurige detenties.
Onder Bukele werd bitcoin als officieel wettig betaalmiddel van El Salvador ingevoerd.
Op 27 maart 2022 bond hij de strijd aan tegen de zogenoemde maras, gewelddadigde jeugdbendes in Centraal-Amerika, zoals Mara Salvatrucha en Calle 18. Deze strijd propagandeert hij op de sociale media onder de hashtag: #GuerraContraPandillas (oorlog tegen bendes). Dit was als reactie op een serie van 62 bendemoorden gepleegd op één dag, 26 maart 2022. Hierna gaf Bukele opdracht voor de bouw van een grote gevangenis, een Extra Beveiligde Inrichting, genaamd Centro de Confinamiento del Terrorismo (Terroristendetentiecentrum). De bouw ving aan in juli 2022 en is voltooid in februari 2023.
De grondwet staat geen tweede termijn voor een president toe. Door de rechters in het kiestribunaal en het grondwettelijk hof vervroegd naar huis te sturen, iets wat de grondwet ook niet toestaat, kon Bukele gaan voor een tweede termijn. Tijdens de campagne werd de oppositiepartijen sterk gehinderd, de regering deelde cadeaus uit en Nuevas Ideas voerde zelfs campagne tot in het kieslokaal. Op 11 februari 2024 werd Bukele met 85% van de stemmen herkozen voor een tweede termijn en zijn partij behaalde 58 van de 60 parlementszetels. Er is veel kritiek op het autoritaire optreden van de president, vooral uit mensenrechtenkringen, maar het succes van zijn aanpak van het bendegeweld wordt door vriend en vijand erkend.
In februari 2025 bezocht de Amerikaanse Minister van Buitenlandse Zaken Marco Rubio het land. Hij overlegde met de "vriendelijke" regering van het land om illegale immigranten in de Verenigde Staten terug of zelfs op te nemen. Bukele bood ook aan criminele gevangenen, inclusief Amerikanen, in de gevangenissen van El Salvador op te sluiten. In maart 2025 heeft de Amerikaanse regering ruim tweehonderd Venezolaanse migranten uitgezet naar El Salvador. De rechter had de uitzetting een dag eerder nog verboden, maar de regering van president Donald Trump zette de uitzetting toch door. Het vermoeden bestaat dat Bukele het terugsturen van bendeleden naar El salvador tevens toestaat om te voorkomen dat zij belastende verklaringen over hem afleggen in de VS.
Op 31 juli 2025 keurde het parlement van El Salvador bijna unaniem een grondwetswijziging goed waardoor de president onbeperkt herkozen kan worden. Het parlement schafte verder de tweede verkiezingsronde af en verlengde de ambtstermijn van de president van vijf naar zes jaar. De hervorming betekende dat er geen beperkingen meer zijn voor de zittende president om een derde ambtstermijn na te streven.